# Solanes de Carreu

Les Solanes de Carreu, respecte del terme d'Abella de la Conca

Les Solanes de Carreu són una extensa solana del terme municipal d'Abella de la Conca, a la comarca del Pallars Jussà. Són dins del territori de Carreu.
Estan situades a la dreta del riu de Carreu, en el marge dret de la vall on es troba l'antiga caseria de Carreu. Les Solanes de Carreu inclouen les Pletes del Taó. Està delimitat a ponent pel Serrat Blanc i a llevant pel Serrat dels Moixerolers.
Baixen per les Solanes de Carreu el barranc de Baixera, a la part de ponent, i el barranc de Galliner, més endavant anomenat barranc de la Creueta, a la de llevant.

## Etimologia
Es tracta de la part solana de la vall de Carreu. És, doncs, un topònim romànic modern de caràcter descriptiu.